# Скнилівський парк
Скни́лівський парк — зелена зона (парк) у Залізничному районі міста Львова. Парк розташований між вулицями Скнилівською, Виговського та Любінською; південна частина парку межує з ТВК «Південний», а західна частина — з Міжнародним аеропортом «Львів» імені Данила Галицького. Центральною віссю парку є потік «Скнилівок» (витік Потоку Водяний — притоки річки Зимна Вода) й алея, яка прокладена від вулиці Виговського. У межах парку прокладено декілька вулиць — Гостомельська, Солом'янка та Чорнобаївська.

## Історія
Парк створений у 1974 році в ландшафтному стилі на рівнині, що належить до Львівського плато та отримав назву «Парк імені 50-річчя СРСР». На початку 1990-х років отримав нинішню назву Скнилівський парк. Назва походить від місцевості Скнилівок (колишнє міське село Скнилівок, яке ще називали Скнилів Малий, відоме з початку XVI століття), в якій парк розташований. 
Посадкового плану не існувало, а тому дерева та чагарники висаджували без дотримання еколого-біологічних вимог, що призвело до заглушування росту світлолюбивих рослин — плакучої верби, берези, жилолисту, чубушника. Насадження, що розкинулися ліворуч та праворуч від центральної алеї, мають вигляд загущених масивів. За даними інвентаризації одне дерево займає лише близько 2 м² території. Цей показник свідчить про нагальну потребу у проведенні ландшафтних реконструктивних рубок. Піднаметовий сутінок стримує розвиток рослинності нижніх ярусів — чагарників і трав.
Площа відкритих просторів доволі велика, але вони зосереджені в основному в тильній частині парку і подекуди використовуються не за призначенням (під городи). Так звані звичайні та лучні газони — це рештки залужених територій, в яких переважають бур'яни.
Від центрального входу з вулиці Виговського углиб парку веде головна алея, на якій ще за радянських часів були створені квіткові рабатки. У парку багато квітників, в яких переважно зростають однорічні рослини, що займають більшу частину площі. Натомість багаторічних рослин, що забезпечують стабільні пейзажні картини — усього 28 м². У парковому оформленні чимало живоплотів, загальна протяжність яких складає близько 2,7 км. Площа під вільно розташованими кущами складає 1,5 га.
У 2008 році доріжки в парку були переважно ґрунтові і лише деякі мали тверде покриття. Освітлення парку було недостатнім, бракувало паркових меблів та малих архітектурних форм. Завдяки активній позиції місцевої громади, участі у конкурсі проєктів в межах громадського бюджету Львова, а також підтримці депутатів та чиновників міськради, у 2016 році вдалося передбачити кошти на підготовку проєктно-кошторисної документації для реконструкції Скнилівського парку, вартість якої склала 200 тисяч гривень.
У 2017 році розпочалася реконструкція Скнилівського парку, замовником якої було ЛКП «Зелений Львів» та якою передбачено облаштування центральної алеї та дитячого майданчика. Зважаючи на величезну територію парку та його стан, загальна вартість реконструкції парку сягнула 46 мільйонів гривень. У цю суму входять очищення парку, облаштування доріжок та освітлення усієї території, встановлення лавочок та смітників, облаштування зони для пікніків, кількох дитячих та спортивного майданчиків, міні-футбольного поля із штучним покриттям та багато іншого. Крім того був об'явлений тендер на капітальний ремонт Скнилівського парку, переможцем якого стало ПП «Мегапромбудімпекс», яке запропонувало виконати його за 43,95 млн грн. Того ж року в бюджеті Львова були передбачені кошти у розмірі 3 мільйонів гривень на початок робіт із реконструкції Скнилівського парку.
У 2019 році крім оновлення алей парку, тут облаштували сучасний мультифункційний дитячий майданчик. У 2024 році біля дитячого майданчику облаштували сенсорну стежку для дітей віком до п'яти років та інтегрували її в алею парку. Ідея створити корисний простір належить фахівцеві з ландшафтного дизайну Дочірнього підприємства «Скнилів-парк» Ірині Лукасевич, а всі роботи виконали працівники того ж підприємства.
У 2021—2022 роках у три етапи проведений капітальний ремонт на окремих ділянках парку. Так, вирубати сухостійні та аварійні дерева, побудовано понад 20000 м² прогулянкових доріжок, облаштовано майданчики для лавок, встановлено зовнішнє освітлення та смітники. Окрім цього на першій ділянці облаштували огороджений дитячий майданчик з ігровим комплексом типу «Хортиця», каруселлю та пісочницею, влаштувати спортивний майданчик з двома гімнастичними комплексами, стендом для жиму, рукохідом, брусами, турніком, лавками для пресу та для спини. На другій ділянці облаштовано огороджений дитячий майданчик з ігровим комплексом типу «Джунглі-2», каруселлю, машинкою з гіркою, гойдалкою з подвійними стінками на ланцюгах та гімнастичним дитячим комплексом, скейт-парк, тренажерний спортивний майданчик з 8 тренажерами та столом для настільного тенісу, спортивний майданчик для воркауту, огороджене футбольне поле з штучним покриттям та співоче поле з сценою. Також відновлено вхід до парку з плитами з мармуру та травертину.
По території Скнилівського парку у 1970-х роках прокладений каналізаційний колектор. Внаслідок тривалої експлуатації в складних геологічних умовах (колектор прокладений в районі пливунів, у місцях перенасичених водою ґрунтів) суттєво погіршився технічний стан колектора, що у 2007 році призвело до руйнування його ділянки. Руйнування, зі свого боку, призводять до витоку стоків з колектора у межах частини парку, його забруднення побутовими водами, суттєво погіршують санітарно-епідеміологічну ситуацію в цьому мікрорайоні. Ще у 2012 році розробили проєктно-кошторисну документацію по заміні аварійного колектора і відтоді кілька разів перераховували через неактуальні ціни. 2020 року вона становила вже 25 млн гривень, але роботи так і не розпочалися.
22 листопада 2019 року в Єдиній системі місцевих петицій зареєстровано петицію «Реконструкція частини каналізаційного колектора, що проходить через Скнилівський парк». Автором петиції є Жук Наталія Михайлівна. 20 лютого 2020 року депутати ЛМР підтримали цю петицію, яка раніше набрала понад 500 необхідних голосів львів'ян. Роботи розпочали лише у 2021 році, проте потім припинили через повномасштабне вторгнення рф. Встигли прокласти ділянку колектора діаметром 1400 мм у сталевому футлярі, а також провели ремонт аварійної оглядової камери розміром 4850×2700 мм на приєднанні в південно-західний щитовий колектор. Вже у 2023 році, ціну проєкту відкоригували відповідно до цін на матеріали та роботи. Відтак його вартість зросла до 39,5 млн гривень. У 2024 році комунальне підприємство «Львівводоканал»  оголосило тендер на проведення заміни каналізаційного колектора у Скнилівському парку на суму близько 40 млн гривень. Кошти на реставрацію підприємство має виділити з власного бюджету. Для проведення робіт із заміни колектора зріжуть 239 дерев.
У квітні 2024 року в межах екологічної акції «Дуби Шевченка об'єднують Україну» у Скнилівському парку Львова активісти висадили 50 дубів, саджанці яких привезли з Черкащини — малої батьківщини Тараса Шевченка.

## Галерея

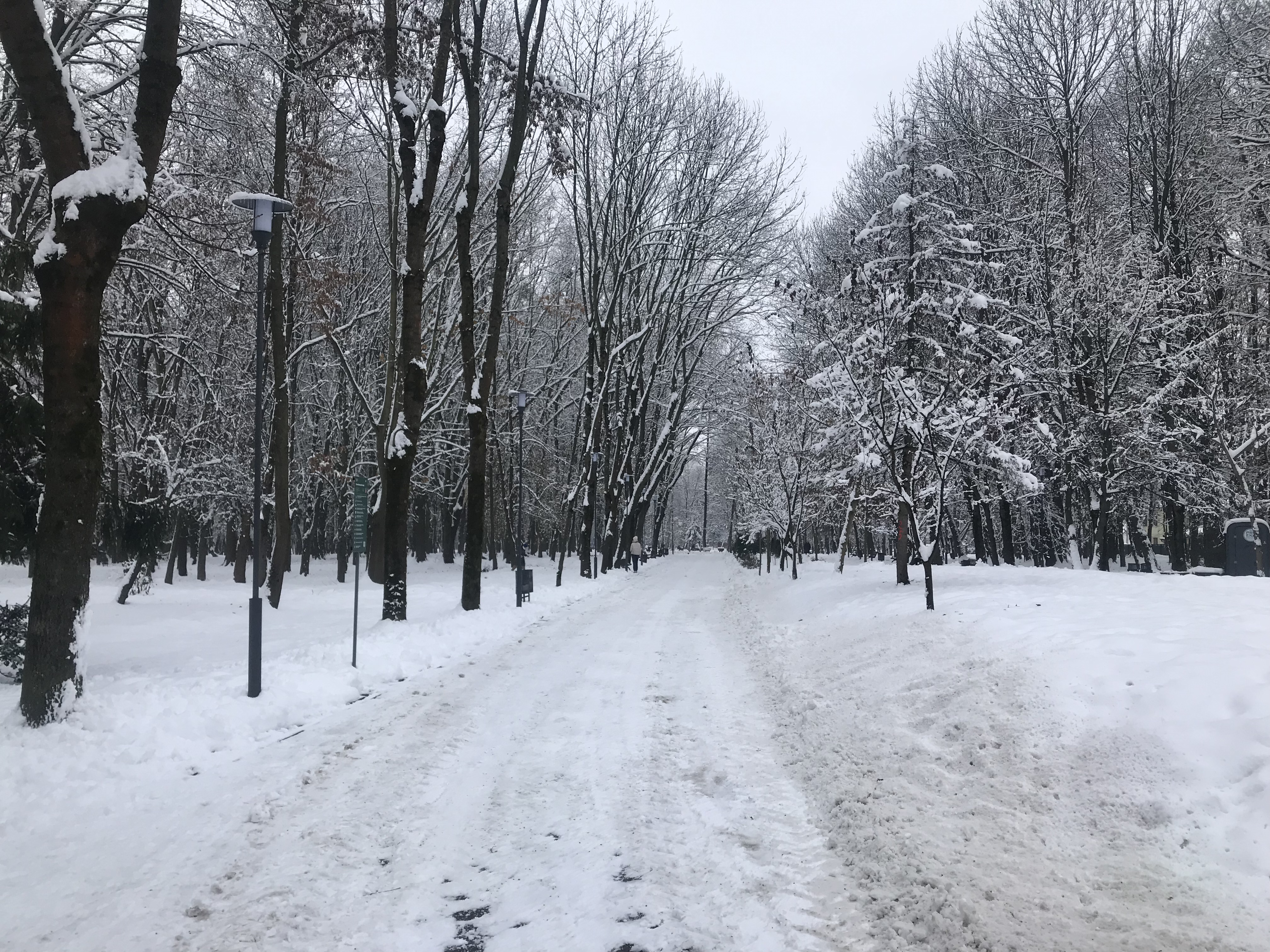
Скнилівський парк взимку